# Myrcia selloi
Myrcia selloi là một loài thực vật có hoa trong Họ Đào kim nương. Loài này được (Spreng.) N.Silveira mô tả khoa học đầu tiên năm 1986.